# Arbre del te
L'arbre del te (Melaleuca alternifolia) és un arbust de la família Myrtaceae
extremadament resistent, natural de la costa subtropical australiana i parts de Nova Zelanda. Aquesta mirtàcia no s'ha de confondre amb el te (Camellia sinensis), que és la planta les fulles de la qual es consumeixen en forma d'infusió ja sigui el té negre o el té verd.

## Etimologia
Melaleuca prové del grec melas, que significa negre i leukos, que equival a blanc, i es refereix al tronc fosc i branques blanquinoses d'algunes espècies del gènere. Alternifolia prové de la característica disposició alternada o oposada de les seves fulles.

## Ecologia
Trobem de manera natural l'arbre del te en terrenys humits i pantanosos. Pel que respecta als cultius biològics, es localitzen al nord de la Nova Gal·les del Sud.

## Descripció
Es tracta d'un arbre estret de fins a sis metres d'alçada cobert de fulles aromàtiques i estretes (1,5 x 2 mm), disposades en forma alterna. Es caracteritza per tenir una rel principal, axonomorfa. En ser plantes vasculars, és a dir, cromòfits, el seu xilema presenta tràquees i traqueides.
Com tota planta angiosperma pertanyent a la divisió de les Magnoliophita, té flors vertaderes amb estructura hermafrodita, on els microesporòfils són els etamps i els macroesporòfils corresponen als primordis seminals, els quals es troben tancats en una coberta protectora anomenada pistil. Aquestes flors de color blanc, amb periant diferenciat en calze i corol·la, tenen una fecundació doble.
El seu androceu té estams nombrosos, que neixen en un disc pla que rodeja a l'estil en l'extrem de l'ovari. Fan 12 mm de longitud, i es troben units a les seves bases per formar cinc feixos diferents. Mentre que el gineceu és pluriloculat, amb els carpels units. L'estil és terminal i allargat.
El fruit és una càpsula.

## Composició química
La droga vegetal és un oli essencial (Melaleuca alternifoliae aetheroleum) i és un líquid incolor a groc pàl·lid amb una olor característica, fresca i agradable que s'obté de les fulles i branques tendres per destil·lació.
Aquest oli està constituït per aproximadament un centenar de components. Els principals constituents químics són una barreja complexa d'alcohols mono i sesquiterpènics: 
- Terpinen-4-ol (29-45%)
- γ -terpinè (10- 28%)
- α -terpinè (2,7 – 13%)
- 1,8-cineol (4,5 – 16,5%)

## Usos medicinals
Per via tòpica, s'utilitza en el tractament de diverses afeccions dèrmiques amb component infecciós. Algunes són:
- Acne
- Tinea pedis
- Bromohidrosi
- Onicomicosi
- Vulvovaginitis

Com a usos tradicionals:
- Antisèptic
- Desinfectant
- Tractament simptomàtic de cremades
- Colitis
- Constipats
- Tos
- Gingivitis
- Estomatitis
- Nasofaringitis
- Congestió sinusal

## Accions farmacològiques
- L'activitat antimicrobiana de l'arbre del te ha estat utilitzada pels aborígens d'Austràlia, que feien servir fulles triturades per al tractament de la tos i refredats, en forma d'inhalacions, o per curar ferides, posant-les a sobre. La infusió de fulles s'utilitzava per a tractar el mal de coll i diverses afeccions dèrmiques.
- La seva activitat antibacteriana ja es basa en l'ús de l'oli essencial i destaca la seva utilització com a bactericida i bacteriostàtic. També és efectiu enfront d'alguns bacteris resistents a antibiòtics, particularment a Staphyloccoccus aureus.
- Com a activitat antifúngica, actua sobre Candida albicans i és també actiu enfront a un conjunt de llevats, dermatòfits i altres fongs filamentosos.
- Antivirial.
- Antiinflamatòria.
- Activitat antiprotozoària, enfront de Leishmania major, Trypanosoma brucei i Trichomonas vaginalis.
- Antioxidant.

## Toxicitat
Cal dir que les evidències derivades del seu ús tradicional durant quasi un segle porten a pensar que la utilització via tòpica és relativament segura, amb efectes adversos menors i ocasionals.
En cas de donar efectes tòxics tindria lloc si s'ingerís en altes dosis i podria provocar irritacions dèrmiques quan s'apliqués en grans concentracions.
Les reaccions al·lèrgiques a l'oli essencial es donen tan sols en individus sensibilitzats.
Les reaccions adverses poden minimitzar-se si s'evita la ingestió de l'oli essencial, i si per via tòpica, s'empra solament diluït.